# Roberto Lezaun
Roberto Lezaun Zubiria (Pamplona, 23 de julio de 1967) es un deportista español que compitió en ciclismo, en las modalidades de ruta y montaña, especialista en la disciplina de campo a través.
Ganó dos medallas de oro en el Campeonato Mundial de Ciclismo de Montaña, en los años 1999 y 2000, y una medalla de bronce en el Campeonato Europeo de Ciclismo de Montaña de 1999.
En carretera sus mayores triunfos fueron ganar la clasificación general de la Vuelta a Navarra de 1990 (como amateur) y de la Vuelta a Andalucía de 1991 (como profesional).
Participó en dos Juegos Olímpicos de Verano, en los años 1996 y 2000, ocupando el 15.º lugar en Sídney 2000 en la prueba de campo a través de ciclismo de montaña.

## Medallero internacional
| Campeonato Mundial | Campeonato Mundial      | Campeonato Mundial | Campeonato Mundial         |
| Año                | Lugar                   | Medalla            | Competición                |
| ------------------ | ----------------------- | ------------------ | -------------------------- |
| 1999               | Åre (Suecia)            | Medalla de oro     | Campo a través por relevos |
| 2000               | Sierra Nevada (España)  | Medalla de oro     | Campo a través por relevos |
| Campeonato Europeo |                         |                    |                            |
| Año                | Lugar                   | Medalla            | Competición                |
| 1999               | Porto de Mós (Portugal) | Medalla de bronce  | Campo a través por relevos |

## Resultados en Grandes Vueltas y Campeonatos del Mundo
| Carrera         | Carrera         | 1991 | 1992 | 1993 | 1994 | 1995  |
| --------------- | --------------- | ---- | ---- | ---- | ---- | ----- |
|                 | Giro de Italia  | —    | —    | —    | —    | —     |
|                 | Tour de Francia | —    | —    | —    | —    | —     |
|                 | Vuelta a España | —    | 96.º | 72.º | 49.º | 100.º |
| Mundial en Ruta | Mundial en Ruta | —    | —    | —    | —    | —     |

## Equipos
- Banesto (1991-1993)
- Festina (1994)
- Euskadi (1995)
- Orbea (2000-2001)